# Бартоломиты
Бартоломи́ты, полное название — Институт клириков, живущих в коммуне (лат. Institutum Clericorum Saecularium in Communi Viventium), также известны как варфоломиты и коммунисты — объединение католического белого духовенства, основанное в Баварии в 1640 году священником Бартоломеусом Хольцгаузером.
Члены общества принимали на себя добровольные обязательства жить совместно, иметь общий доход, помогать друг другу и заботиться о своём целомудрии. В общество принимались только епархиальные священники (белое духовенство). Коммуна общества напоминала монашеские конгрегации, но монашеских обетов его члены не приносили. В коммуны бартоломитов не допускались женщины. Целью общества была взаимопомощь священников в пастырской и миссионерской деятельности. Особо большое значение бартоломиты уделяли подготовке будущих священников, обществом было открыто несколько семинарий. Особенностью устава был запрет на работу в одиночку, любая работа должна была выполняться, как минимум двумя людьми.
В 1680 году папа Иннокентий XI одобрил Устав общества. Со второй половины XVII века деятельность общества распространилась на другие страны Европы — Швейцарию, Бельгию, Голландию, Италию, а также на Речь Посполитую, где оно было известно под разными названиями — бартоломиты, бартоши, коммунисты (от слова «коммуна»). В Речи Посполитой бартоломиты построили несколько храмов, ныне являющихся архитектурными памятниками, в их числе Базилика Вознесения Девы Марии в Венгруве и храм Святого Карла Борромео в Пинске.
В конце XVIII века общество вступило в период упадка, в 1850 году его деятельность завершилась в Польше, ещё раньше бартоломиты исчезли и в других странах. Во второй половине XIX века предпринимались попытки восстановить общество, поддержанные папами, но не увенчавшиеся успехом.